# Rio Escalante
O Rio Escalante é um rio sul-americano que banha a Venezuela.